# Бросно
Бросно (рус. Бросно) језеро је на северозападу европског дела Руске Федерације, односно на северозападу Тверске области. Налази се у северном делу Андреапољског рејона, у западним деловима Валдајског побрђа. Преко малене протоке повезано је са реком Волкота што га чини делом басена реке Западне Двине и Балтичког мора.
Језеро је јако издужено у смеру север-југ и има максималну дужину од 10,8 km, док је ширина до 4 km. Акваторија обухвата површину од 7,2 км², а укупна дужина обалне линије је16,2 km. Са максималном дубином од 41,5 метара, језеро Бросно је најдубље језеро Тверске области (просечна дубина је око 17 метара). Површина језера лежи на надмориској висини од 243 метра.
Његове обале су доста суве, нешто више у западном делу и обрасле су густим шумама јеле, бора и брезе. Уз северне и западне обале налази се неколико мањих заселака.
На око километар северније налази се извориште реке Волкоте.
Језеро је „светску славу“ стекло захваљујући легенди према којој језеро Бросно представља представља дом чудовишног криптида названог Бросња (рус. Бросня) који живи на самом дну језера. „Према једној легенди из прве половине 13. века, монголске хорде предвођене Бату-каном су се на свом походу ка Новгороду једну вече утабориле на обалама овог језера. Када су њихови коњи пришли обали да се напоје из језера се издигао огроман змај који је нападао и људе и коње на обали. Престрашени Монголи су побегли назад, а Новгород је спашен разарања.“
Научно објашњење је да се испод језерског дна налази гасна комора која с времена на време еруптира због превеликог притиска, што је појава која се означава као језерска ерупција.